# Pristimantis tiktik
Pristimantis tiktik este o specie de broască care aparține genului Pristimantis, familia Craugastoridae. Specia a fost descrisă în anul 2018 pe baza unui exemplar capturat în 2016 în Ecuador.